# Комарно (округ)
О́круг Комарно (словац. okres Komárno) — округ (окрес, район) в Нітранському краї, південно-західна Словаччина. Площа округу становить — 1 100,3 км², на якій проживає — 106 636 осіб (31.12.2009). Середня щільність населення становить — 96,92 осіб/км². Адміністративний центр округу — місто Комарно, в якому проживає 35 769 жителів.

## Історія

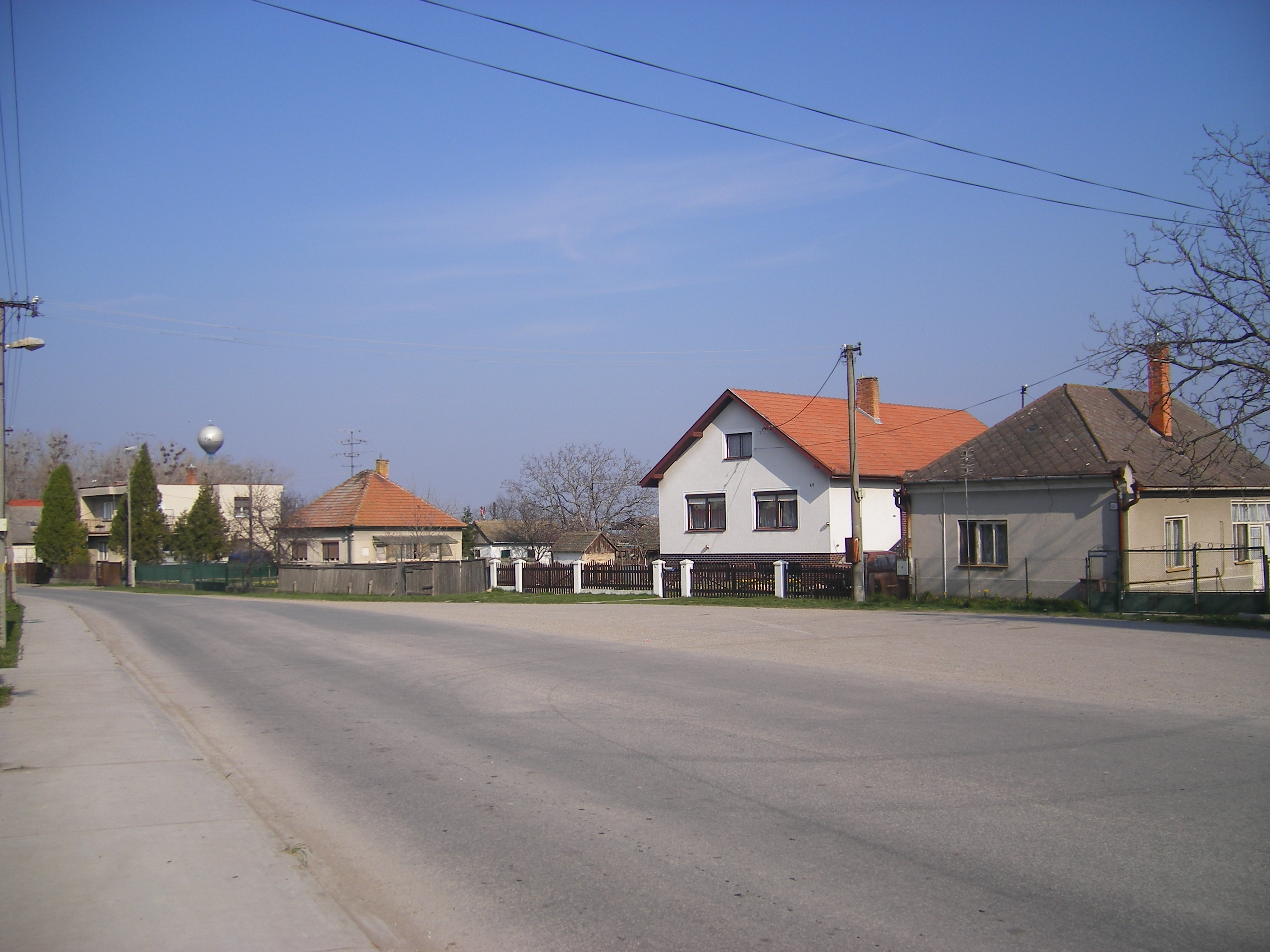
Округ Комарно.
Село Сокольце

До 1918 року округ належав Угорському королівству і головним чином входив до складу комітату Комаром, за винятком невеликої території на сході (село Баторове Косиги), яка була частиною комітату Естергом.
В сучасному вигляді округ був утворений у 1960 році під час адміністративно-територіальної реформи.

## Географія
Округ розташований на півдні Нітранського краю, у південно-західній частині Словаччини. Він межує з округами: на заході — південному заході — Дунайська Стреда та Ґаланта (округи Трнавського краю); на півночі і північному сході — Шаля і Нове Замки (округи Нітранського краю); на півдні округ межує із Угорщиною.
Територією округу протікають річки: Стара Нітра, Ваг, а на кордоні з Угорщиною тече річка Дунай.
Через територію також протікає кілька дренажних та зрошувальних каналів - канал Чаловець-Каменична, канал Коларово-Каменична, канал Стара Часта, канал Тибацький, канал Бичі. На цих каналах потік регулюється за допомогою маніпуляцій зі шлюзовими затворами в залежності від рівня поверхневих вод та, відповідно, потреб, у зрошенні чи осушенні тієї чи іншої території. Розташовані Гронські пагорби.

## Статистичні дані

### Населення
| Рік:            | 1994.   | 2004.   | 2014.   | 2024.   |
| --------------- | ------- | ------- | ------- | ------- |
| Кількість осіб: | 109 329 | 107 290 | 103 360 | 98 829  |
| Різниця:        |         | -1,86 % | -3,66 % | -4,38 % |

| Рік:            | 2023.  | 2024.   |
| --------------- | ------ | ------- |
| Кількість осіб: | 99 273 | 98 829  |
| Різниця:        |        | -0,44 % |

### Національний склад
Національний склад округу, за офіційними даними, є поліетнічним. На відміну від більшості округів Словаччини, основну частину населення тут становлять не словаки, а угорці.
Дані по національному складу населення округу Комарно на 31 грудня 2010 року:

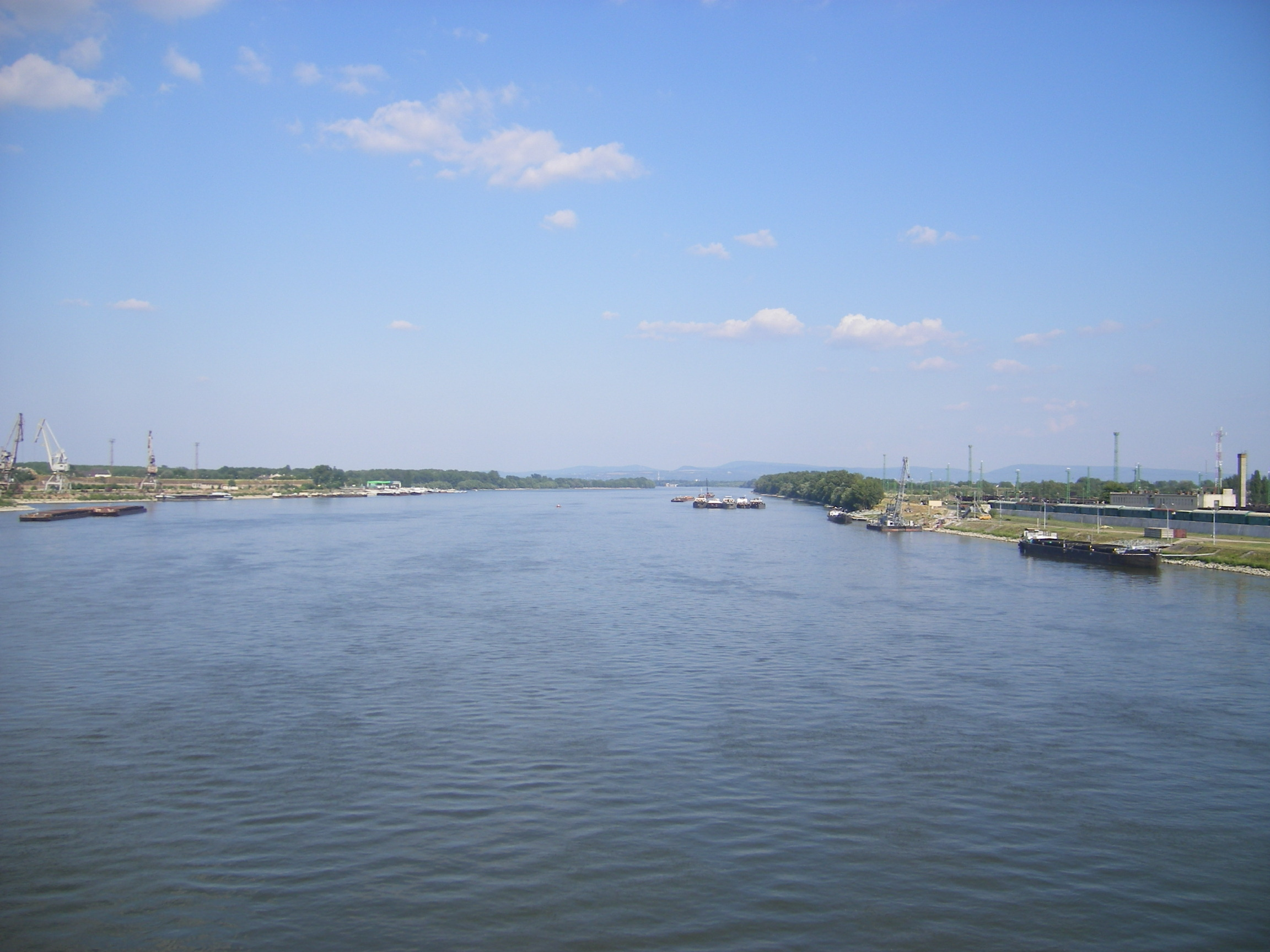
Дунай в місті Комарно

|- bgcolor=
- угорці — 69,37 %
- словаки — 27,00 %
- роми — 1,18 %
- чехи — 0,72 %
- німці — 0,05 %
- українці — 0,05 %
- інші національності — 1,63 %

### Конфесійний склад 2001
- католики — 61,1 %
- реформати — 16,7 %
- лютерани — 3,5 %
- інші релігії та атеїсти  — 18,7 %

## Адміністративний поділ
Округ складається із 41 населеного пункту: 38 сіл і 3 міст.

### Міста:
- Комарно
- Гурбаново
- Коларово

### Села:
Байч • Баторове Косіги • Бодза • Бодзянське Луки • Брестовец • Буч • Вельке Косіги • Вірт • Врбова-над-Вагом • Голяре • Дедина Младеже • Дуловце • Зем'янська Олча • Златна-на-Острове • Іжа • Імель • Каменічна • Клижська Нема • Кравани-над-Дунаєм • Липове • Мартовце • Марцелова • Модрани • Моча • Мудроньово • Несвади • Околічна-на-Острове • Патінце • Прібета • Радвань-над-Дунаєм • Святий Петер • Сокольце • Травнік • Туонь • Хотин • Чаловєц • Чічов • Шробарова